# Ryobi One-Day Cup 2013/14
Der Ryobi One-Day Cup 2013/14 war die 45. Austragung der nationalen List A Cricket-Meisterschaft in Australien. Der Wettbewerb wurde zwischen dem 29. September und 27. Oktober 2013 zwischen sechs australischen First-Class-Vertretungen der Bundesstaaten ausgetragen. Im Finale konnte sich Queensland mit 5 Wickets gegen New South Wales durchsetzen.

## Format
Die sechs Mannschaften spielten in einer Gruppe jeweils sechs Spiele gegen die anderen Mannschaften. Für einen Sieg gibt es vier Punkte, für ein Unentschieden oder No Result zwei und für eine Niederlage keinen Punkt. Ein Bonuspunkt wird vergeben, wenn bei einem Sinn die eigene Runzahl die des Gegners um das 1,25-fache übersteigt, ein weiterer, wenn sie sogar mehr als das Doppelte des Gegners beträgt. Des Weiteren ist es möglich, dass Mannschaften Punkte abgezogen bekommen, wenn sie beispielsweise zu langsam spielen. Der Gruppenerste qualifiziert sich direkt für das Finale, während der Gruppenzweite und -dritte ein Halbfinale bestreiten.

## Resultate

### Gruppenphase
Tabelle
Alle Punktabzüge erfolgten auf Grund zu langsamer Spielweise.
| Teams             | Sp. | S | N | U | R | NR | BP | Ded | Punkte | NRR    |
| ----------------- | --- | - | - | - | - | -- | -- | --- | ------ | ------ |
| Queensland        | 6   | 5 | 1 | 0 | 0 | 0  | 3  | 0   | 23     | +0.935 |
| New South Wales   | 6   | 4 | 2 | 0 | 0 | 0  | 1  | 0   | 17     | +0.372 |
| Victoria          | 6   | 4 | 2 | 0 | 0 | 0  | 0  | 0.5 | 15.5   | +0.263 |
| Tasmanien         | 6   | 3 | 3 | 0 | 0 | 0  | 0  | 0   | 12     | −0.493 |
| Western Australia | 6   | 1 | 5 | 0 | 0 | 0  | 1  | 0   | 5      | −0.506 |
| South Australia   | 6   | 1 | 5 | 0 | 0 | 0  | 0  | 0   | 4      | −0.516 |

### Spiele
| 29. September Scorecard | Sydney | New South Wales 178-9 (50)          | – | Tasmanien 97 (35) |
|                         |        | New South Wales gewinnt mit 81 Runs |   |                   |

| 1. Oktober Scorecard | Sydney | Tasmanien 197 (48.2)           | – | Victoria 199-5 (44.5) |
|                      |        | Victoria gewinnt mit 5 Wickets |   |                       |

| 4. Oktober Scorecard | Sydney | South Australia 232-6 (50)     | – | Victoria 236-4 (47.5) |
|                      |        | Victoria gewinnt mit 6 Wickets |   |                       |

| 7. Oktober Scorecard | Sydney | New South Wales 171-9 (50)     | – | Victoria 174-8 (45.5) |
|                      |        | Victoria gewinnt mit 2 Wickets |   |                       |

| 9. Oktober Scorecard | Sydney | South Australia 268-6 (50)      | – | Tasmanien 269-8 (49.5) |
|                      |        | Tasmanien gewinnt mit 2 Wickets |   |                        |

| 11. Oktober Scorecard | Sydney | Queensland 202-4 (50)          | – | Western Australia 118 (42.5) |
|                       |        | Queensland gewinnt mit 84 Runs |   |                              |

| 12. Oktober Scorecard | Sydney | South Australia 210 (50)       | – | Tasmanien 211-9 (49.5) |
|                       |        | Tasmanien gewinnt mit 1 Wicket |   |                        |

| 13. Oktober Scorecard | Sydney | Queensland 305-8 (50)          | – | Victoria 279 (48.1) |
|                       |        | Queensland gewinnt mit 26 Runs |   |                     |

| 13. Oktober Scorecard | Sydney | Western Australia 233-8 (50)          | – | New South Wales 234-5 (48.5) |
|                       |        | New South Wales gewinnt mit 5 Wickets |   |                              |

| 15. Oktober Scorecard | Sydney | Queensland 241-9 (50)           | – | Tasmanien 245-8 (49.1) |
|                       |        | Tasmanien gewinnt mit 2 Wickets |   |                        |

| 15. Oktober Scorecard | Sydney | Victoria 331-8 (50)          | – | Western Australia 272 (47) |
|                       |        | Victoria gewinnt mit 59 Runs |   |                            |

| 17. Oktober Scorecard | Sydney | New South Wales 253 (43.2)       | – | Queensland 256-2 (44) |
|                       |        | Queensland gewinnt mit 5 Wickets |   |                       |

| 17. Oktober Scorecard | Sydney | Western Australia 285-5 (50)          | – | South Australia 286-4 (48.3) |
|                       |        | South Australia gewinnt mit 6 Wickets |   |                              |

| 19. Oktober Scorecard | Sydney | Queensland 273-8 (50)          | – | South Australia 183 (34.4) |
|                       |        | Queensland gewinnt mit 90 Runs |   |                            |

| 19. Oktober Scorecard | Sydney | Western Australia 256-8 (50)          | – | Tasmanien 204 (48.5) |
|                       |        | Western Australia gewinnt mit 52 Runs |   |                      |

| 20. Oktober Scorecard | Sydney | Victoria 311 (50)                     | – | New South Wales 314-3 (45.5) |
|                       |        | New South Wales gewinnt mit 7 Wickets |   |                              |

| 22. Oktober Scorecard | Sydney | Western Australia 212-9 (46)                | – | Queensland 145-3 (29.5) |
|                       |        | Queensland gewinnt mit 35 Runs (D/L method) |   |                         |

| 22. Oktober Scorecard | Sydney | New South Wales 252-8 (42)                       | – | South Australia 198 (34.5) |
|                       |        | New South Wales gewinnt mit 49 Runs (D/L method) |   |                            |

## Halbfinale
| 24. Oktober Scorecard | Sydney | Victoria 321-9 (50)                   | – | New South Wales 324-6 (49.3) |
|                       |        | New South Wales gewinnt mit 4 Wickets |   |                              |

## Finale
| 27. Oktober Scorecard | Sydney | New South Wales 317-6 (50)       | – | Queensland 319-5 (49.1) |
|                       |        | Queensland gewinnt mit 5 Wickets |   |                         |